# Німрод (фортеця)
Фортеця Німрод або Фортеця Німрода, (арабськ. Калаат аль-Субейба, Калаат аль-Шубейба або аль-Субейба, або Калаат Німрод, «Замок на Великій Скелі»; івр. מבצר נמרוד, Мівцар Німрод) — середньовічна фортеця, розташована у північній частині Голанських висот, на гребені заввишки близько 800 метрів над рівнем моря.

## Історія
Фортеця була побудована близько 1229 року Усманом Аль-Азізом, сином Салах-ад-Діна, щоб попередити будь-які спроби атаки на Дамаск під час Четвертого хрестового походу. Вона була названа Калаат аль-Субейба, «Замок на Великій Скелі» арабською мовою. У 1230 році фортеця була розширена і вже зайняла весь гірський хребет. У 1260 році Бейбарс зміцнив її і додав великі сторожові вежі. Замок був переданий у підпорядкування Билику, другоиу командиру Бейбарса. Новий начальник фортеці почав широку будівельну діяльність. Коли було закінчено будівництво, Билик увічнив свою роботу і прославив ім'я султана в 1275 році у написах на камінні з висіченим левом, символом султана. Після смерті Бейбарса, його син наказав убити Билика, мабуть, побоюючись його влади.
Наприкінці XIII століття, після завоювання мусульманами портового міста Акко і в кінці правління хрестоносців на Святій землі, фортеця втратила стратегічне значення і прийшла в занепад.
Після захоплення цих земель турками в 1517 році, вони використовували фортецю як розкішну в'язницю для османських дворян, які були заслані в Палестину. Пізніше, в XVI столітті фортеця була полишена, і лише місцеві пастухи та їх стада були тимчасовими гостями в її стінах.
Фортеця була зруйнована землетрусом у XVIII столітті.
Євреї називають це місце фортецею Німрода у пам'ять про Німрода - біблійного царя, який за переказами жив у цих місцях:
«Хуш породив Німрода; сей почав бути сильним на землі; він був сильний ловець перед Господом [Богом], тому і говориться: сильний ловець, як Німрод, перед Господом [Богом].»  (Бут 10:8-9)

## Галерея

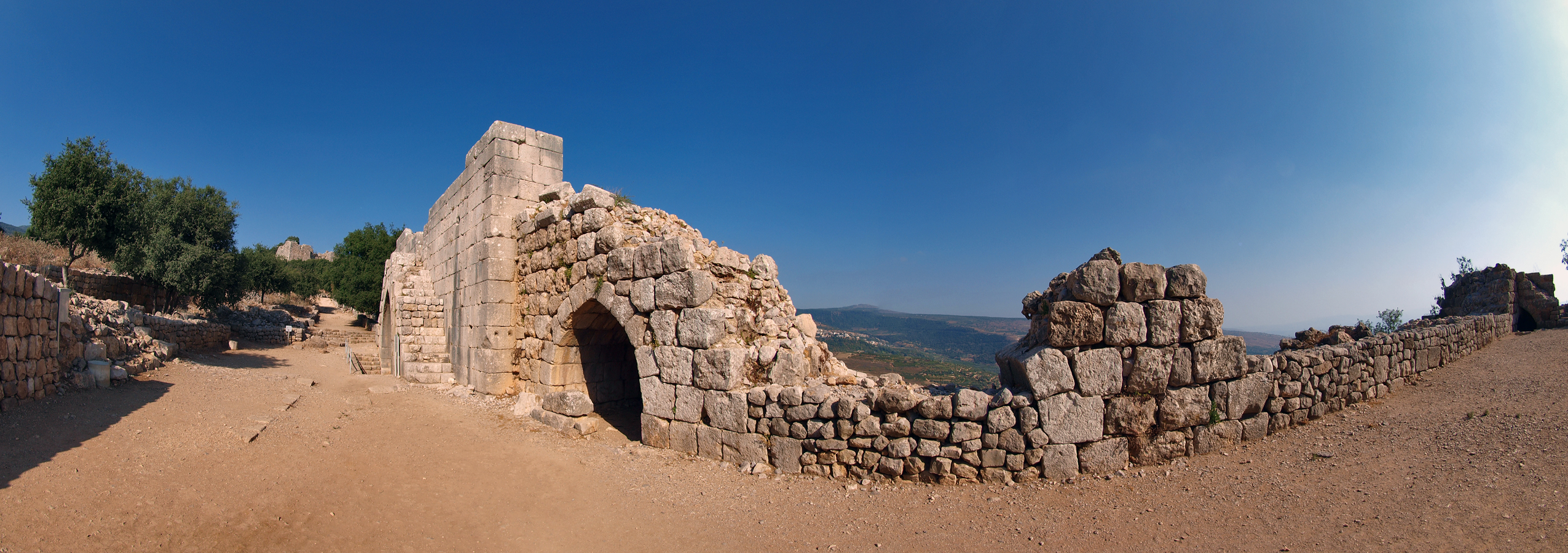
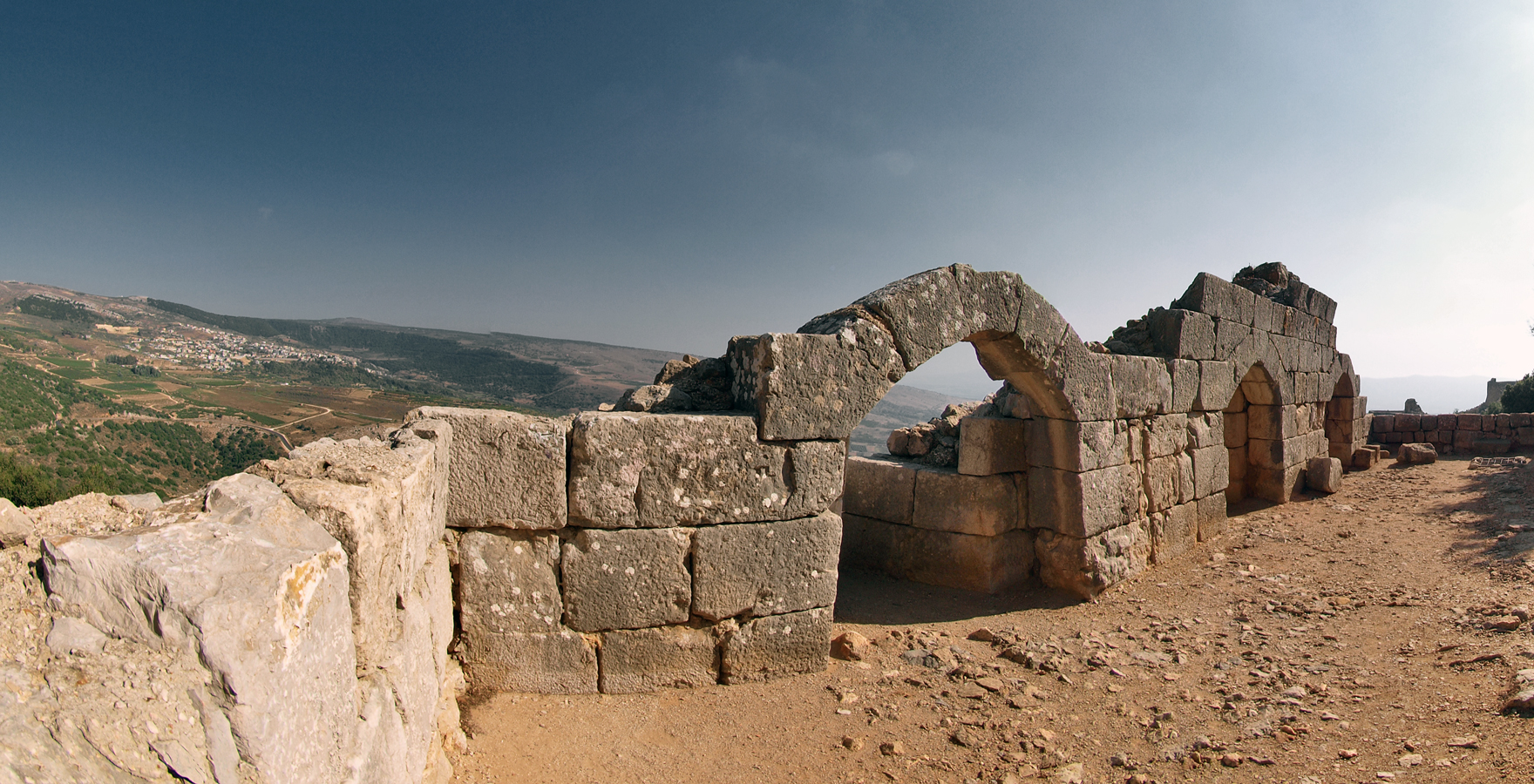
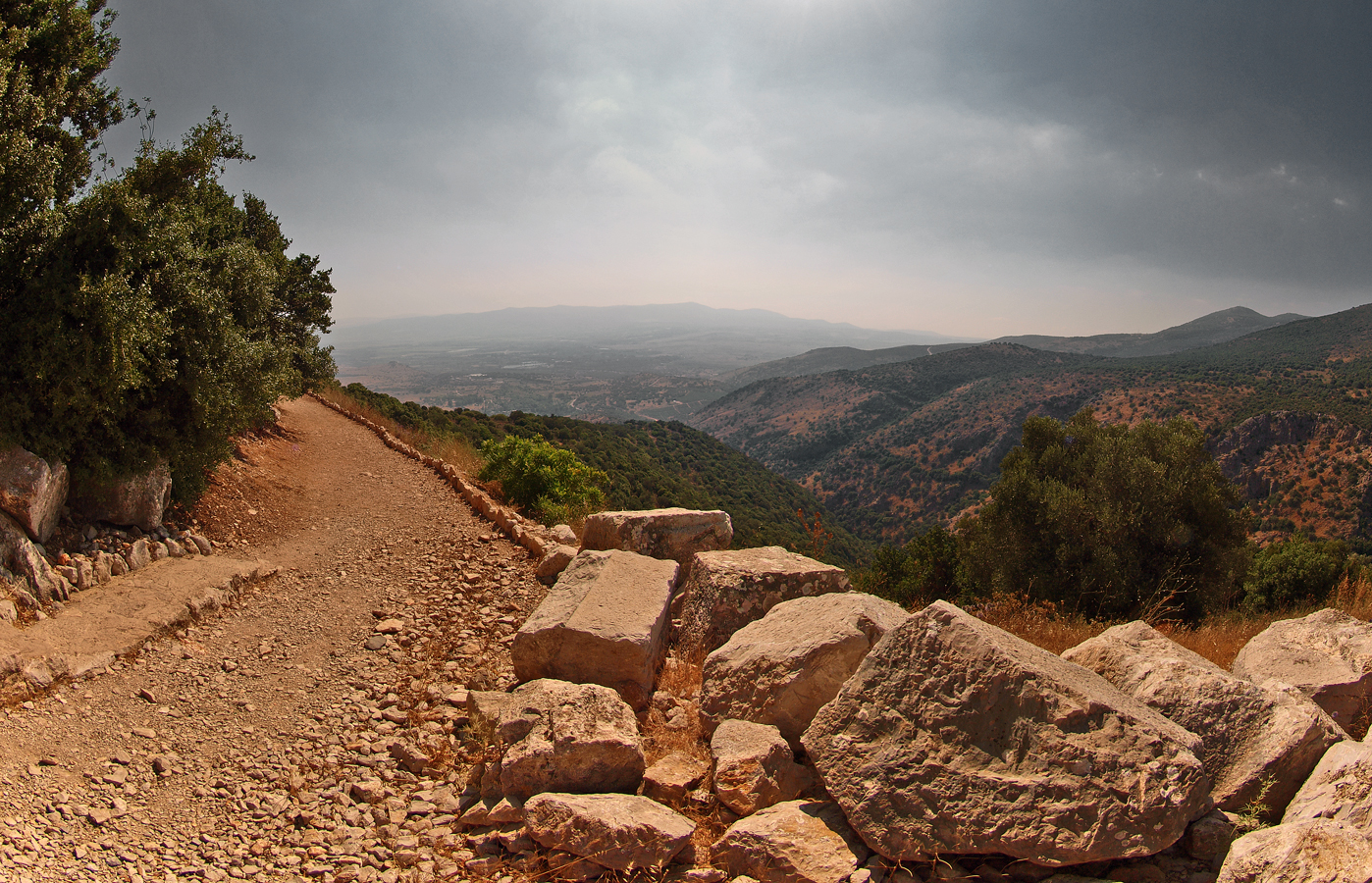
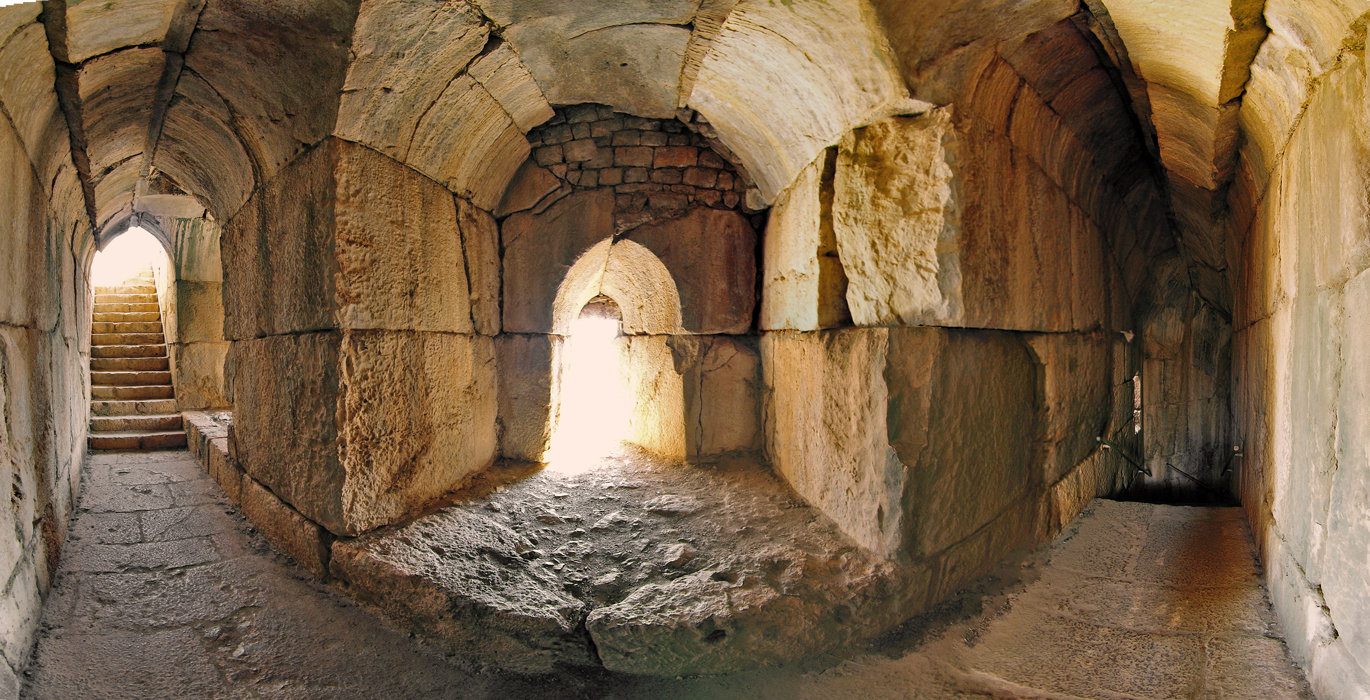
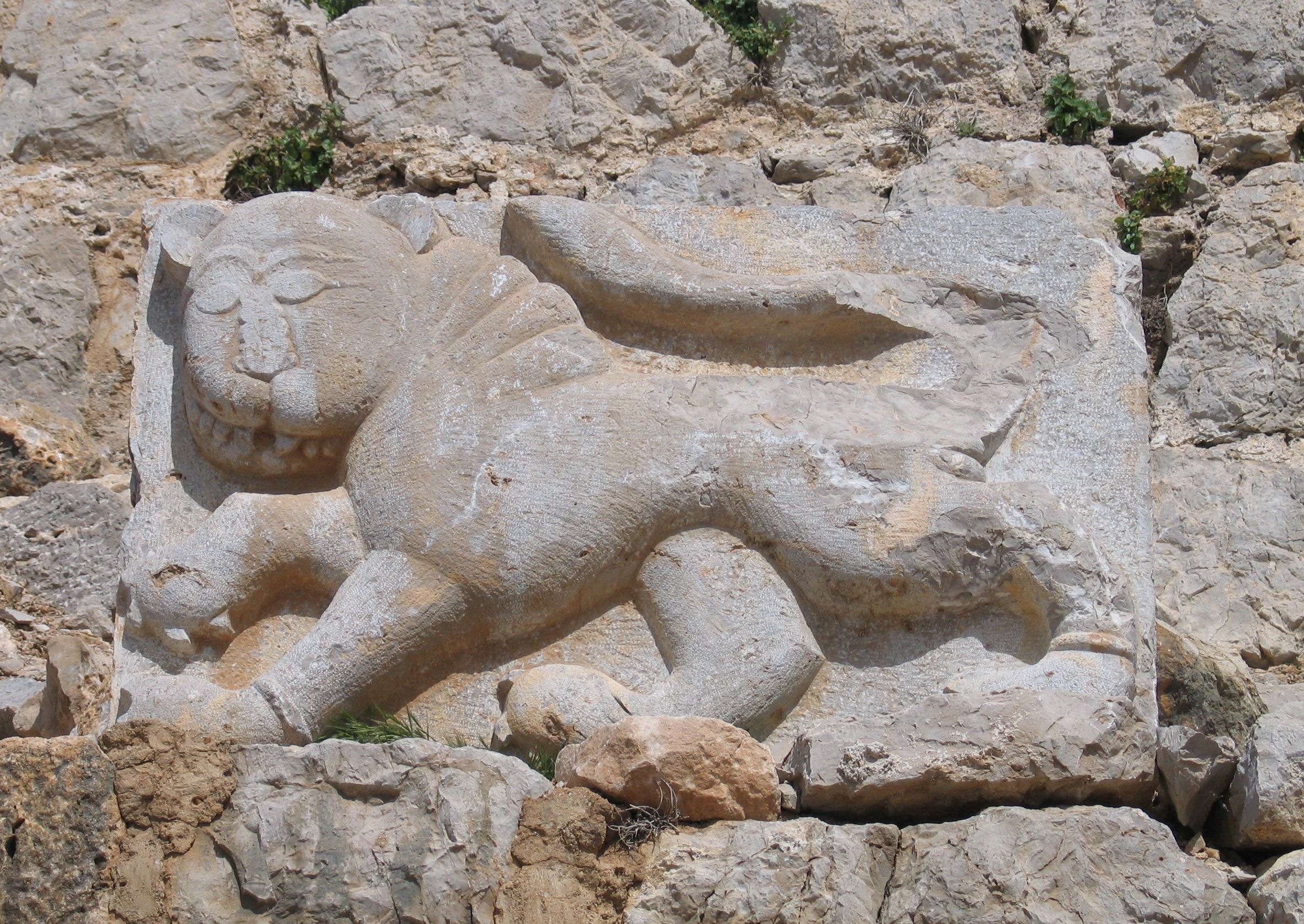
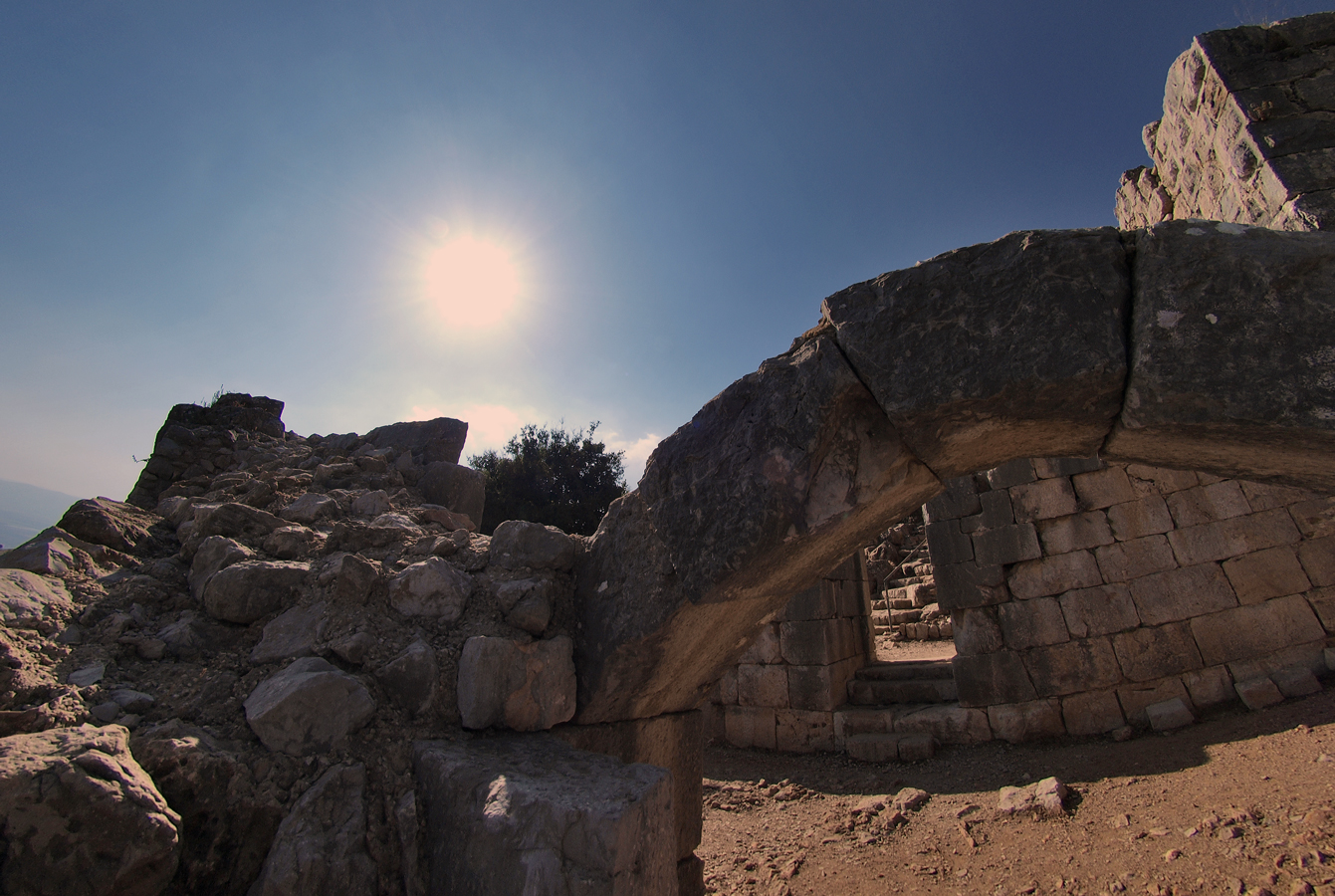
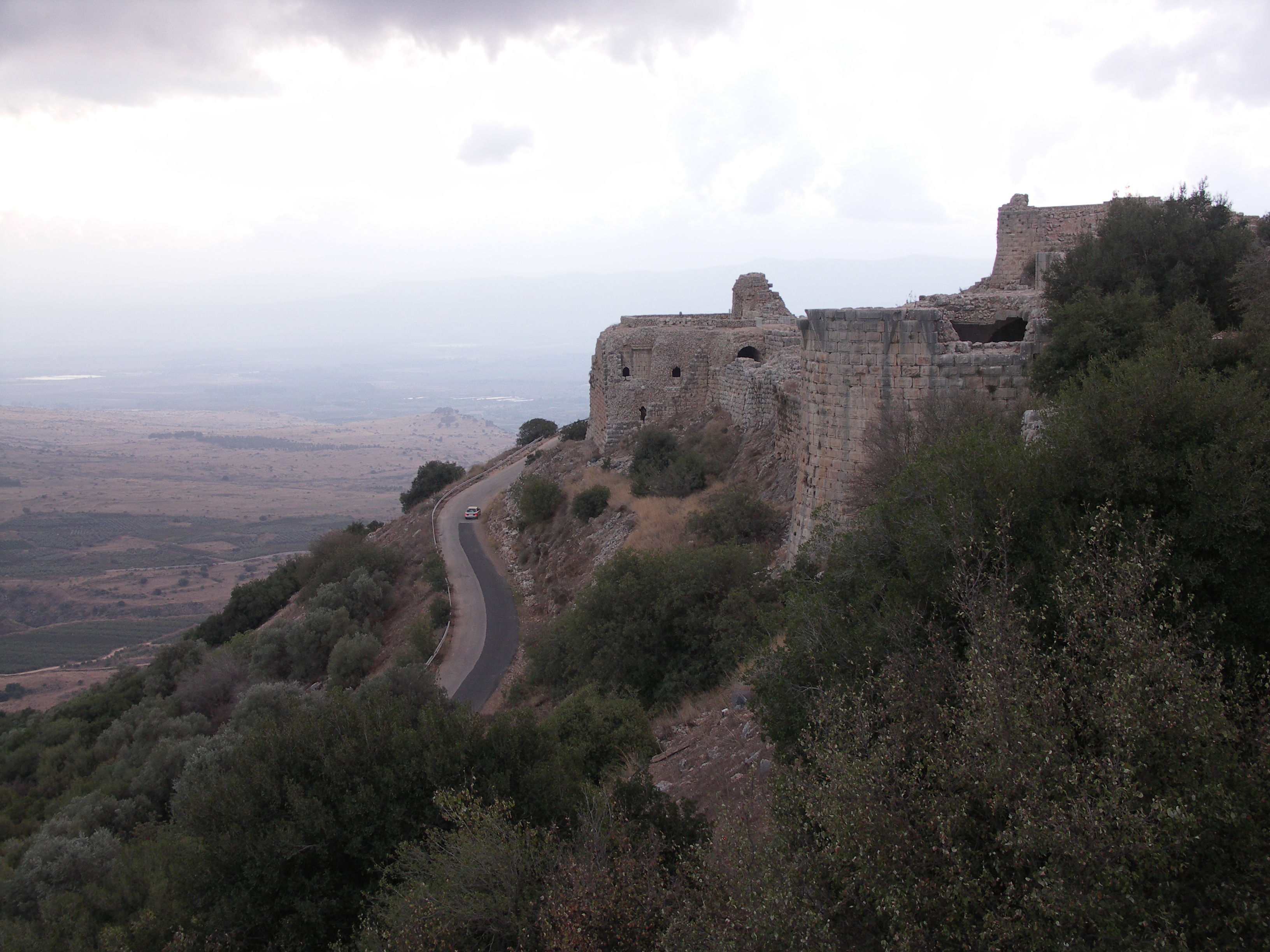

## Опис
Весь фортечний комплекс займає 420 метрів у довжину та 150 метрів у ширину і складний з великих, обтесаних по краях квадратних каменів. Уздовж стін розташовані численні прямокутні, напівкруглі башти. Найвищий, східний край фортеці розташований на кручі розміром 65×45 м і захищений масивними прямокутними вежами.
Фортеця виходить на глибоку вузьку долину, яка відділяє гору Хермон від іншої частини Голанських висот і контролює дорогу, що пов'язує Галілею з Дамаском і містом Баніас, що колись було у складі Єрусалимського королівства.

## Поточний стан
Сьогодні відвідувачі можуть досліджувати розкопки у відновленій частині фортеці. Головний вхід розташований у східній частині фортеці. Там же знаходяться «таємні коридори» — гвинтові сходи і підземні цистерни з водою. У деяких з них досі видно оригінальну штукатурку. Збереглося багато прикладів середньовічних «лазівок» — спеціальних вікон, вузьких ззовні, але широких на внутрішній стороні. Вони були розроблені спеціально для стрільби з луків та арбалетів, даючи захисникам фортеці багато місця, в той час як атакуючі бачили лише вузьку щілину в якості мішені. У центральній частині збереглися самі масивні сторожові вежі. У західній частині знаходяться залишки внутрішньої цитаделі, яка була захищена своїм власним ровом та підйомним мостом. Це найдавніша частина замку, яка була побудована в першу чергу.